# Volpeglino
Volpeglino (Vulpièj in piemontese) è un comune italiano di 124 abitanti della provincia di Alessandria in Piemonte, situato sulla sinistra del basso corso del torrente Curone.

## Storia
Antica corte di proprietà dell'abbazia di San Colombano di Bobbio, compare nella lista delle corti del monastero bobbiese ai tempi di Carlo Magno con il toponimo di Vulpidino.
Feudo dei Guidobono nel XII secolo, entrò nell'orbita tortonese. Libero comune nel 1245, passò sotto i Visconti che lo concessero in feudo ai Guidobono Cavalchini.
Volpeglino fu aggregato al comune di Volpedo nel 1928, ne fu nuovamente staccato nel 1947.

Stemma secondo le convenzioni araldiche moderne

### Simboli
Lo stemma è stato concesso con R.D. del 7 luglio 1901.

## Monumenti e luoghi d'interesse
La chiesa parrocchiale, dedicata ai santi Cosma e Damiano, venne eretta in sostituzione della più antica pieve, dedicata a san Damiano, della quale non rimangono che modestissime tracce.

## Società

### Evoluzione demografica
Abitanti censiti

## Cultura

### Eventi
La festa patronale si svolge la prima domenica di settembre, in onore di Maria Bambina.

## Economia
Volpeglino è un paese agricolo, specializzato nella coltura della vite da vino e delle fragole, nonché famoso, assieme a Volpedo, per la coltura intensiva del pesco, grazie al contributo, a partire dal 1911, di Antonio Guidobono.

## Infrastrutture e trasporti
Tra il 1889 e il 1934 Volpeglino fu servito dalla tranvia Tortona-Monleale.

## Amministrazione
Di seguito è presentata una tabella relativa alle amministrazioni che si sono succedute in questo comune.
| Periodo        | Periodo        | Primo cittadino | Partito                          | Carica  | Note  |
| -------------- | -------------- | --------------- | -------------------------------- | ------- | ----- |
| 25 giugno 1985 | 3 giugno 1990  | Chiara Oberti   | lista civica                     | Sindaco | [ 9 ] |
| 3 giugno 1990  | 24 aprile 1995 | Giuseppe Brivio | Democrazia Cristiana             | Sindaco | [ 9 ] |
| 24 aprile 1995 | 14 giugno 1999 | Giuseppe Brivio | centro                           | Sindaco | [ 9 ] |
| 25 giugno 1999 | 14 giugno 2004 | Giuseppe Brivio | lista civica                     | Sindaco | [ 9 ] |
| 14 giugno 2004 | 8 giugno 2009  | Chiara Oberti   | lista civica                     | Sindaco | [ 9 ] |
| 8 giugno 2009  | 26 maggio 2014 | Giuseppe Brivio | lista civica                     | Sindaco | [ 9 ] |
| 26 maggio 2014 | 27 maggio 2019 | Giuseppe Brivio | lista civica Spighe di grano     | Sindaco | [ 9 ] |
| 27 maggio 2019 | 9 giugno 2024  | Giuseppe Brivio | lista civica Spighe di grano     | Sindaco | [ 9 ] |
| 9 giugno 2024  | in carica      | Giuseppe Brivio | lista civica Tre spighe di grano | Sindaco | [ 9 ] |

### Altre informazioni amministrative
Il comune faceva parte della Comunità Montana Valli Curone Grue e Ossona.